# Бурлюк, Владимир Давидович
Влади́мир Дави́дович Бурлю́к (15 [27] марта 1886, Котельва, Харьковская губерния — 1917[…], Салоники) — русский художник, один из основоположников русского футуризма[уточнить]. Брат Давида, Николая, Людмилы, Марианны и Надежды Бурлюков.

## Биография
Родился в многодетной семье. Учился в Воронежской художественной школе. В 1903 году учился в частной художественной школе А. Абже в Мюнхене, в 1904 году — в студии В. Кормона в Париже. Затем учился в художественных училищах: в 1905—1910 годах — в Киеве, в 1911 году — в Одессе, в 1911—1915 годах — в Пензе.
Был живописцем, графиком, иллюстратором книг, поэтом. Участвовал в кубофутуристических выставках. Экспонент многочисленных выставок общества «Синий всадник» в Мюнхене (1911, 1912).
С 1907 по 1910 год — один из лидеров художественной группы «Венок-Стефанос», с 1910 года — член группы «Гилея». Как и брат Давид работал над проблемами фактуры и цвета в живописи. Входил в объединение «Бубновый валет».
Во время Первой мировой войны в 1916 году был мобилизован в армию. Погиб ориентировочно в 1917 году на Салоникском фронте от взрыва бомбы.

## Изображения
- Портрет Велимира Хлебникова работы Владимира Бурлюка (1913)
- Vladimir Burliuk, Femme Figure (1913), Центр изобразительных искусств имени М.Т. Абрахама

## Работы находятся в собраниях
- Русский музей, Санкт-Петербург
- Таганрогский художественный музей, Таганрог[4]